# L'Almadrava (Vandellòs i l'Hospitalet de l'Infant)
L'Almadrava és un nucli de població del municipi de Vandellós i l'Hospitalet de l'Infant (Baix Camp), situada a la costa, a 12 km al sud de l’Hospitalet de l’Infant, entre el coll de Balaguer i el cap del Terme, al límit del terme de l'Ametlla de Mar. Es va formar a la dècada de 1920, integrada principalment per famílies de pescadors, provinents d'Altea i Benidorm (Marina Baixa) i de l’Ametlla (Baix Ebre), que utilitzaven la tècnica de l'almadrava, d'aquí el nom, per a pescar peixos migratoris que arribaven en bancs a la platja. El seu passeig marítim voreja la platja de l’Almadrava. Les primeres cases es van construir a l’estil de les barraques valencianes. Posteriorment s'hi han edificat xalets i urbanitzacions. El 2018 hi havia 44 persones censades.
L'ermita de Sant Jaume, construïda als anys 1950 i restaurada el 2010, té una superfície de 51 m². La festa major se celebra al voltant del 25 de juliol, en honor del seu patró, Sant Jaume.